# Campeonato da Europa de Atletismo de 2016 - Decatlo masculino
A prova do decatlo masculino do Campeonato da Europa de Atletismo de 2016 foi disputada entre os dias 6 e 7 de julho de 2016 no Estádio Olímpico de Amsterdã em Amesterdão,  nos Países Baixos. 

## Recordes
Antes desta competição, os recordes mundiais e do campeonato nesta prova eram os seguintes:
|                       | Nome           | Nacionalidade  | Pontos | Local     | Data                 |
| --------------------- | -------------- | -------------- | ------ | --------- | -------------------- |
| Recorde mundial       | Ashton Eaton   | Estados Unidos | 9045   | Pequim    | 29 de agosto de 2015 |
| Recorde do campeonato | Daley Thompson | Reino Unido    | 8811   | Estugarda | 28 de agosto de 1986 |
| Recorde europeu       | Roman Šebrle   | Chéquia        | 9026   | Götzis    | 27 de maio de 2001   |

## Medalhistas
| Ouro                          | Prata               | Bronze             |
| Thomas van der Plaetsen (BEL) | Adam Helcelet (CZE) | Mihail Dudaš (SRB) |

## Cronograma
Todos os horários são locais (UTC+2).
| Data       | Horário | Fase                     |
| ---------- | ------- | ------------------------ |
| 6 de julho | 10:50   | 100 metros               |
| 6 de julho | 11:45   | Salto em distância       |
| 6 de julho | 13:25   | Arremesso de peso        |
| 6 de julho | 15:30   | Salto em altura          |
| 6 de julho | 19:35   | 400 metros               |
| 7 de julho | 9:30    | 110 metros com barreiras |
| 7 de julho | 10:20   | Arremesso de disco       |
| 7 de julho | 13:00   | Salto com vara           |
| 7 de julho | 16:05   | Lançamento de dardo      |
| 7 de julho | 19:20   | 1500 metros              |

## Resultados

### 100 metros
| Posição | Bateria | Atleta                  | Nacionalidade | Tempo | Notas                | Pontos |
| ------- | ------- | ----------------------- | ------------- | ----- | -------------------- | ------ |
| 1       | 4       | Oleksiy Kasyanov        | Ucrânia       | 10.79 |                      | 908    |
| 2       | 4       | Martin Roe              | Noruega       | 10.86 |                      | 892    |
| 3       | 4       | Mihail Dudaš            | Sérvia        | 10.90 |                      | 883    |
| 4       | 4       | Dominik Distelberger    | Áustria       | 10.91 |                      | 881    |
| 5       | 4       | Paweł Wiesiołek         | Polónia       | 10.93 |                      | 876    |
| 6       | 3       | Jorge Ureña             | Espanha       | 11.04 |                      | 852    |
| 7       | 4       | Adam Helcelet           | Chéquia       | 11.07 |                      | 845    |
| 8       | 2       | Kristjan Rosenberg      | Estónia       | 11.11 | Recorde da temporada | 836    |
| 8       | 4       | Eelco Sintnicolaas      | Países Baixos | 11.11 |                      | 836    |
| 10      | 2       | Ashley Bryant           | Grã-Bretanha  | 11.12 |                      | 834    |
| 11      | 3       | Fredrik Samuelsson      | Suécia        | 11.13 |                      | 832    |
| 12      | 3       | Jiří Sýkora             | Chéquia       | 11.15 |                      | 827    |
| 13      | 3       | Pieter Braun            | Países Baixos | 11.15 |                      | 827    |
| 14      | 3       | Mathias Brugger         | Alemanha      | 11.16 |                      | 825    |
| 15      | 3       | Marek Lukáš             | Chéquia       | 11.17 |                      | 823    |
| 16      | 1       | Niels Pittomvils        | Bélgica       | 11.18 |                      | 821    |
| 17      | 2       | Romain Barras           | França        | 11.19 |                      | 819    |
| 18      | 1       | Jonas Fringeli          | Suíça         | 11.20 |                      | 817    |
| 19      | 1       | Janek Õiglane           | Estónia       | 11.21 | Recorde pessoal      | 814    |
| 20      | 2       | Tim Nowak               | Alemanha      | 11.23 |                      | 810    |
| 21      | 2       | Thomas van der Plaetsen | Bélgica       | 11.23 |                      | 810    |
| 22      | 1       | Marcus Nilsson          | Suécia        | 11.29 | Recorde da temporada | 797    |
| 23      | 2       | Florian Geffrouais      | França        | 11.30 |                      | 795    |
| 24      | 1       | Darko Pešić             | Montenegro    | 11.31 | Recorde da temporada | 793    |
| 25      | 3       | Hans van Alphen         | Bélgica       | 11.39 |                      | 776    |
| 26      | 1       | Lars Vikan Rise         | Noruega       | 11.40 |                      | 774    |
| 27      | 1       | René Stauß              | Alemanha      | 11.40 | Recorde da temporada | 774    |
| 28      | 2       | Mikk Pahapill           | Estónia       | DNS   |                      | 0      |

### Salto em distância
| Posição | Grupo | Atleta                  | Nacionalidade | #1   | #2   | #3   | Resultados | Notas                | Pontos | Total |
| ------- | ----- | ----------------------- | ------------- | ---- | ---- | ---- | ---------- | -------------------- | ------ | ----- |
| 1       | B     | Thomas van der Plaetsen | Bélgica       | 7.64 | x    | x    | 7.64       |                      | 970    | 1780  |
| 2       | B     | Ashley Bryant           | Grã-Bretanha  | 7.10 | 7.54 | 7.56 | 7.56       |                      | 950    | 1784  |
| 3       | B     | Jorge Ureña             | Espanha       | 7.54 | 7.45 | 7.29 | 7.54       | Recorde pessoal      | 945    | 1797  |
| 4       | A     | Martin Roe              | Noruega       | 7.03 | 7.50 | x    | 7.50       | Recorde pessoal      | 935    | 1827  |
| 5       | B     | Mihail Dudaš            | Sérvia        | 7.13 | 7.44 | 7.34 | 7.44       |                      | 920    | 1803  |
| 6       | B     | Oleksiy Kasyanov        | Ucrânia       | 7.23 | 7.43 | x    | 7.43       |                      | 918    | 1826  |
| 7       | B     | Pieter Braun            | Países Baixos | 7.40 | 7.17 | x    | 7.40       | =                    | 910    | 1737  |
| 8       | B     | Fredrik Samuelsson      | Suécia        | 7.30 | x    | 7.19 | 7.30       |                      | 886    | 1718  |
| 9       | A     | Mathias Brugger         | Alemanha      | x    | 7.08 | 7.22 | 7.22       | Recorde da temporada | 866    | 1691  |
| 10      | B     | Dominik Distelberger    | Áustria       | 7.20 | x    | x    | 7.20       |                      | 862    | 1743  |
| 11      | B     | Hans van Alphen         | Bélgica       | x    | 7.17 | x    | 7.17       |                      | 854    | 1630  |
| 12      | A     | Niels Pittomvils        | Bélgica       | x    | 7.15 | 7.11 | 7.15       |                      | 850    | 1671  |
| 13      | B     | René Stauß              | Alemanha      | 6.92 | 7.15 | 7.04 | 7.15       | Recorde da temporada | 850    | 1624  |
| 14      | A     | Tim Nowak               | Alemanha      | 6.85 | 6.83 | 7.11 | 7.11       | Recorde da temporada | 840    | 1650  |
| 15      | A     | Janek Õiglane           | Estónia       | 5.74 | 6.96 | 7.10 | 7.10       |                      | 838    | 1652  |
| 16      | A     | Kristjan Rosenberg      | Estónia       | x    | 7.08 | 6.70 | 7.08       |                      | 833    | 1669  |
| 17      | A     | Adam Helcelet           | Chéquia       | x    | 7.05 | 7.07 | 7.07       |                      | 830    | 1675  |
| 18      | A     | Romain Barras           | França        | x    | 7.04 | 6.97 | 7.04       |                      | 823    | 1642  |
| 19      | B     | Eelco Sintnicolaas      | Países Baixos | x    | 7.03 | 6.97 | 7.03       |                      | 821    | 1657  |
| 20      | A     | Marcus Nilsson          | Suécia        | 6.62 | 6.78 | 7.02 | 7.02       | Recorde da temporada | 818    | 1615  |
| 21      | A     | Marek Lukáš             | Chéquia       | 7.00 | 6.90 | 6.73 | 7.00       | Recorde da temporada | 814    | 1637  |
| 22      | A     | Florian Geffrouais      | França        | 6.67 | 6.91 | 6.74 | 6.91       |                      | 792    | 1587  |
| 23      | B     | Jiří Sýkora             | Chéquia       | 6.69 | 6.88 | x    | 6.88       |                      | 785    | 1612  |
| 24      | A     | Darko Pešić             | Montenegro    | 6.82 | 6.73 | 6.58 | 6.82       |                      | 771    | 1564  |
| 25      | A     | Jonas Fringeli          | Suíça         | 6.80 | x    | 6.74 | 6.80       |                      | 767    | 1584  |
| 26      | B     | Paweł Wiesiołek         | Polónia       | x    | x    | x    | NM         |                      | 0      | 876   |
| 26      | A     | Lars Vikan Rise         | Noruega       | x    | x    | x    | NM         |                      | 0      | 774   |

### Arremesso de peso
| Posição | Grupo | Atleta                  | Nacionalidade | #1    | #2    | #3    | Resultados | Notas                | Pontos | Total |
| ------- | ----- | ----------------------- | ------------- | ----- | ----- | ----- | ---------- | -------------------- | ------ | ----- |
| 1       | B     | Hans van Alphen         | Bélgica       | 14.97 | 15.62 | x     | 15.62      | Recorde da temporada | 828    | 2458  |
| 2       | B     | Romain Barras           | França        | 15.54 | 15.08 | 15.35 | 15.54      | Recorde da temporada | 823    | 2465  |
| 3       | B     | Lars Vikan Rise         | Noruega       | 14.40 | x     | 15.17 | 15.17      |                      | 800    | 1574  |
| 4       | B     | Adam Helcelet           | Chéquia       | x     | 14.43 | 14.94 | 14.94      | Recorde da temporada | 786    | 2461  |
| 5       | B     | Janek Õiglane           | Estónia       | 14.56 | 14.68 | x     | 14.68      | Recorde da temporada | 770    | 2422  |
| 6       | B     | Darko Pešić             | Montenegro    | 14.17 | 14.65 | 14.51 | 14.65      |                      | 768    | 2332  |
| 7       | B     | Martin Roe              | Noruega       | 13.94 | 14.58 | x     | 14.58      |                      | 764    | 2591  |
| 8       | A     | Tim Nowak               | Alemanha      | 13.82 | 13.99 | 14.52 | 14.52      | Recorde pessoal      | 760    | 2410  |
| 9       | B     | Oleksiy Kasyanov        | Ucrânia       | 14.28 | 14.51 | 14.44 | 14.51      |                      | 760    | 2586  |
| 10      | A     | Eelco Sintnicolaas      | Países Baixos | 14.06 | 14.44 | 14.47 | 14.47      | Recorde da temporada | 757    | 2414  |
| 11      | B     | Mathias Brugger         | Alemanha      | 14.24 | x     | 14.39 | 14.39      |                      | 752    | 2443  |
| 12      | B     | René Stauß              | Alemanha      | 12.92 | 14.39 | x     | 14.39      |                      | 752    | 2376  |
| 13      | B     | Florian Geffrouais      | França        | 14.32 | x     | x     | 14.32      |                      | 748    | 2335  |
| 14      | A     | Mihail Dudaš            | Sérvia        | 14.24 | 14.22 | x     | 14.24      | Recorde pessoal      | 743    | 2546  |
| 15      | B     | Marcus Nilsson          | Suécia        | 13.98 | 14.15 | 13.63 | 14.15      |                      | 738    | 2353  |
| 16      | A     | Fredrik Samuelsson      | Suécia        | 13.68 | 13.99 | 13.44 | 13.99      |                      | 728    | 2446  |
| 17      | A     | Pieter Braun            | Países Baixos | 13.82 | 13.36 | 13.41 | 13.82      |                      | 717    | 2454  |
| 18      | A     | Marek Lukáš             | Chéquia       | x     | 13.16 | 13.81 | 13.81      |                      | 717    | 2354  |
| 19      | A     | Niels Pittomvils        | Bélgica       | 13.79 | 13.69 | x     | 13.79      |                      | 715    | 2386  |
| 20      | A     | Ashley Bryant           | Grã-Bretanha  | 13.25 | 13.67 | 13.74 | 13.74      | =                    | 712    | 2496  |
| 21      | A     | Kristjan Rosenberg      | Estónia       | 12.70 | 13.74 | 13.26 | 13.74      | Recorde pessoal      | 712    | 2381  |
| 22      | A     | Jorge Ureña             | Espanha       | 12.74 | 13.38 | 13.61 | 13.61      | Recorde da temporada | 704    | 2501  |
| 23      | A     | Thomas van der Plaetsen | Bélgica       | 12.22 | 13.17 | 13.07 | 13.17      |                      | 678    | 2458  |
| 24      | A     | Dominik Distelberger    | Áustria       | 12.86 | 13.05 | 12.90 | 13.05      |                      | 670    | 2413  |
| 25      | A     | Jonas Fringeli          | Suíça         | x     | 12.81 | 12.80 | 12.81      |                      | 656    | 2240  |
| 26      | A     | Paweł Wiesiołek         | Polónia       | x     | x     | x     | NM         |                      | 0      | 876   |
| 26      | B     | Jiří Sýkora             | Chéquia       | x     | x     | x     | NM         |                      | 0      | 1612  |

### Salto e altura
| Posição | Grupo | Atleta                  | Nacionalidade | 1.80 | 1.83 | 1.86 | 1.89 | 1.92 | 1.95 | 1.98 | 2.01 | 2.04 | 2.07 | 2.10 | 2.13 | Resultados | Pontos | Notas                | Total |
| ------- | ----- | ----------------------- | ------------- | ---- | ---- | ---- | ---- | ---- | ---- | ---- | ---- | ---- | ---- | ---- | ---- | ---------- | ------ | -------------------- | ----- |
| 1       | B     | Thomas van der Plaetsen | Bélgica       | –    | –    | –    | –    | –    | o    | –    | o    | o    | xxo  | o    | xxx  | 2.10       | 896    | Recorde da temporada | 3354  |
| 2       | B     | Kristjan Rosenberg      | Estónia       | –    | –    | –    | o    | o    | o    | o    | o    | o    | xo   | xxo  | xxx  | 2.10       | 896    |                      | 3277  |
| 3       | B     | Fredrik Samuelsson      | Suécia        | –    | –    | o    | –    | o    | o    | o    | o    | xxo  | o    | xxx  |      | 2.07       | 868    | Recorde pessoal      | 3314  |
| 4       | B     | Jorge Ureña             | Espanha       | –    | –    | o    | –    | o    | –    | xo   | o    | xxo  | xxx  |      |      | 2.04       | 840    | Recorde da temporada | 3341  |
| 5       | B     | Mihail Dudaš            | Sérvia        | –    | –    | o    | –    | xxo  | o    | xxo  | o    | xxx  |      |      |      | 2.01       | 813    | Recorde da temporada | 3359  |
| 6       | A     | Pieter Braun            | Países Baixos | –    | –    | –    | o    | o    | xo   | o    | xxo  | xxx  |      |      |      | 2.01       | 813    | Recorde da temporada | 3267  |
| 7       | A     | Romain Barras           | França        | –    | –    | –    | o    | o    | o    | o    | xxx  |      |      |      |      | 1.98       | 785    | Recorde da temporada | 3250  |
| 7       | B     | Janek Õiglane           | Estónia       | –    | –    | –    | –    | o    | –    | o    | xxx  |      |      |      |      | 1.98       | 785    |                      | 3207  |
| 7       | B     | Mathias Brugger         | Alemanha      | –    | –    | –    | –    | o    | –    | o    | xxx  |      |      |      |      | 1.98       | 785    |                      | 3228  |
| 7       | B     | Hans van Alphen         | Bélgica       | –    | –    | o    | o    | o    | o    | o    | xxx  |      |      |      |      | 1.98       | 785    |                      | 3243  |
| 11      | B     | Oleksiy Kasyanov        | Ucrânia       | –    | –    | –    | xo   | o    | o    | o    | xxx  |      |      |      |      | 1.98       | 785    |                      | 3371  |
| 12      | B     | René Stauß              | Alemanha      | –    | –    | o    | –    | xxo  | –    | o    | –    | xxx  |      |      |      | 1.98       | 785    |                      | 3161  |
| 12      | A     | Marcus Nilsson          | Suécia        | –    | –    | xo   | o    | xo   | o    | o    | xxx  |      |      |      |      | 1.98       | 785    | Recorde da temporada | 3138  |
| 14      | A     | Niels Pittomvils        | Bélgica       | –    | –    | –    | o    | o    | xxo  | xo   | xxx  |      |      |      |      | 1.98       | 785    |                      | 3171  |
| 15      | A     | Jonas Fringeli          | Suíça         | –    | –    | o    | –    | o    | o    | xxo  | xxx  |      |      |      |      | 1.98       | 785    |                      | 3025  |
| 15      | B     | Lars Vikan Rise         | Noruega       | –    | –    | –    | o    | –    | o    | xxo  | xxx  |      |      |      |      | 1.98       | 785    |                      | 2359  |
| 17      | B     | Adam Helcelet           | Chéquia       | –    | –    | –    | o    | o    | o    | xxx  |      |      |      |      |      | 1.95       | 758    |                      | 3219  |
| 18      | A     | Tim Nowak               | Alemanha      | –    | –    | –    | o    | –    | xo   | xxx  |      |      |      |      |      | 1.95       | 758    | Recorde da temporada | 3168  |
| 19      | A     | Marek Lukáš             | Chéquia       | xo   | o    | o    | o    | xxo  | xxx  |      |      |      |      |      |      | 1.92       | 731    | =                    | 3085  |
| 20      | A     | Ashley Bryant           | Grã-Bretanha  | –    | xo   | –    | o    | xxx  |      |      |      |      |      |      |      | 1.89       | 705    |                      | 3201  |
| 21      | A     | Martin Roe              | Noruega       | o    | o    | o    | xxo  | xxx  |      |      |      |      |      |      |      | 1.89       | 705    |                      | 3296  |
| 22      | A     | Eelco Sintnicolaas      | Países Baixos | o    | xo   | xxo  | xxo  | xxx  |      |      |      |      |      |      |      | 1.89       | 705    |                      | 3119  |
| 23      | A     | Dominik Distelberger    | Áustria       | –    | –    | o    | xxx  |      |      |      |      |      |      |      |      | 1.86       | 679    |                      | 3092  |
| 23      | A     | Darko Pešić             | Montenegro    | –    | o    | o    | –    | xxx  |      |      |      |      |      |      |      | 1.86       | 679    |                      | 3011  |
| 25      | A     | Florian Geffrouais      | França        | xxo  | xxx  |      |      |      |      |      |      |      |      |      |      | 1.80       | 627    |                      | 2962  |
| 26      | A     | Jiří Sýkora             | Chéquia       |      |      |      |      |      |      |      |      |      |      |      |      | DNS        | 0      |                      | DNF   |
| 26      | B     | Paweł Wiesiołek         | Polónia       |      |      |      |      |      |      |      |      |      |      |      |      | DNS        | 0      |                      | DNF   |

### 400 metros
| Posição | Bateria | Atleta                  | Nacionalidade | Tempo | Notas                | Pontos | Total |
| ------- | ------- | ----------------------- | ------------- | ----- | -------------------- | ------ | ----- |
| 1       | 4       | Oleksiy Kasyanov        | Ucrânia       | 48.97 |                      | 863    | 4234  |
| 2       | 4       | Mihail Dudaš            | Sérvia        | 49.45 |                      | 840    | 4199  |
| 3       | 3       | Mathias Brugger         | Alemanha      | 49.76 |                      | 826    | 4054  |
| 4       | 4       | Pieter Braun            | Países Baixos | 49.78 |                      | 825    | 4092  |
| 5       | 3       | Jonas Fringeli          | Suíça         | 49.95 |                      | 817    | 3842  |
| 6       | 2       | Niels Pittomvils        | Bélgica       | 50.01 | Recorde da temporada | 814    | 3985  |
| 7       | 2       | Jorge Ureña             | Espanha       | 50.07 |                      | 811    | 4152  |
| 8       | 2       | Martin Roe              | Noruega       | 50.13 |                      | 809    | 4105  |
| 9       | 4       | Ashley Bryant           | Grã-Bretanha  | 50.15 |                      | 808    | 4009  |
| 10      | 3       | Florian Geffrouais      | França        | 50.34 |                      | 799    | 3761  |
| 11      | 3       | Adam Helcelet           | Chéquia       | 50.36 |                      | 798    | 4017  |
| 12      | 4       | Eelco Sintnicolaas      | Países Baixos | 50.41 |                      | 796    | 3915  |
| 13      | 3       | Thomas van der Plaetsen | Bélgica       | 50.50 |                      | 792    | 4146  |
| 14      | 4       | Romain Barras           | França        | 50.57 |                      | 789    | 4039  |
| 15      | 1       | Kristjan Rosenberg      | Estónia       | 50.61 |                      | 787    | 4064  |
| 16      | 2       | Tim Nowak               | Alemanha      | 50.89 |                      | 774    | 3942  |
| 17      | 2       | Marcus Nilsson          | Suécia        | 50.93 | Recorde da temporada | 772    | 3910  |
| 18      | 2       | Fredrik Samuelsson      | Suécia        | 51.02 |                      | 768    | 4082  |
| 19      | 1       | Marek Lukáš             | Chéquia       | 51.42 |                      | 750    | 3835  |
| 19      | 3       | Hans van Alphen         | Bélgica       | 51.42 |                      | 750    | 3993  |
| 21      | 1       | Lars Vikan Rise         | Noruega       | 51.45 |                      | 749    | 3108  |
| 22      | 1       | Janek Õiglane           | Estónia       | 51.48 |                      | 748    | 3955  |
| 23      | 1       | René Stauß              | Alemanha      | 52.08 |                      | 721    | 3882  |
| 24      | 1       | Darko Pešić             | Montenegro    | DNS   |                      | 0      | DNF   |
| 24      | 4       | Dominik Distelberger    | Áustria       | DNS   |                      | 0      | DNF   |

### 110 metros com barreiras
| Posição | Bateria | Atleta                  | Nacionalidade | Tempo | Notas           | Pontos | Total |
| ------- | ------- | ----------------------- | ------------- | ----- | --------------- | ------ | ----- |
| 1       | 3       | Oleksiy Kasyanov        | Ucrânia       | 13.93 |                 | 984    | 5218  |
| 2       | 3       | Jorge Ureña             | Espanha       | 13.95 | Recorde pessoal | 981    | 5133  |
| 3       | 3       | Pieter Braun            | Países Baixos | 14.49 |                 | 912    | 5004  |
| 4       | 3       | Adam Helcelet           | Chéquia       | 14.49 |                 | 912    | 4929  |
| 5       | 3       | Mihail Dudaš            | Sérvia        | 14.55 |                 | 905    | 5104  |
| 6       | 3       | Thomas van der Plaetsen | Bélgica       | 14.64 |                 | 894    | 5040  |
| 7       | 2       | Fredrik Samuelsson      | Suécia        | 14.65 |                 | 892    | 4974  |
| 8       | 2       | Romain Barras           | França        | 14.66 |                 | 891    | 4930  |
| 9       | 3       | Ashley Bryant           | Grã-Bretanha  | 14.68 |                 | 889    | 4898  |
| 10      | 2       | Jonas Fringeli          | Suíça         | 14.70 |                 | 886    | 4728  |
| 11      | 3       | Marek Lukáš             | Chéquia       | 14.82 |                 | 871    | 4706  |
| 12      | 1       | Marcus Nilsson          | Suécia        | 14.97 |                 | 853    | 4763  |
| 13      | 2       | Mathias Brugger         | Alemanha      | 14.99 |                 | 851    | 4905  |
| 14      | 1       | Kristjan Rosenberg      | Estónia       | 15.54 |                 | 785    | 4849  |
| 15      | 1       | René Stauß              | Alemanha      | 15.63 |                 | 775    | 4657  |
| 16      | 1       | Martin Roe              | Noruega       | 16.04 |                 | 728    | 4833  |
| 17      | 2       | Eelco Sintnicolaas      | Países Baixos | 16.24 |                 | 706    | 4621  |
| 18      | 2       | Janek Õiglane           | Estónia       | 16.47 |                 | 681    | 4636  |
| 19      | 1       | Florian Geffrouais      | França        | DNF   |                 | 0      | 3761  |
| 19      | 2       | Tim Nowak               | Alemanha      | DNF   |                 | 0      | 3942  |
| 19      | 2       | Niels Pittomvils        | Bélgica       | DNF   |                 | 0      | 3985  |
| 20      | 1       | Hans van Alphen         | Bélgica       | DNS   |                 | 0      | DNF   |
| 20      | 1       | Lars Vikan Rise         | Noruega       | DNS   |                 | 0      | DNF   |

### Arremesso de disco
| Posição | Grupo | Atleta                  | Nacionalidade | #1    | #2    | #3    | Resultados | Notas                | Pontos | Total |
| ------- | ----- | ----------------------- | ------------- | ----- | ----- | ----- | ---------- | -------------------- | ------ | ----- |
| 1       | A     | Martin Roe              | Noruega       | 43.29 | 47.74 | x     | 47.74      | Recorde pessoal      | 823    | 5656  |
| 2       | B     | Adam Helcelet           | Chéquia       | 44.61 | 45.02 | 47.12 | 47.12      | Recorde pessoal      | 811    | 5740  |
| 3       | B     | Mihail Dudaš            | Sérvia        | 44.28 | 45.65 | 45.14 | 45.65      |                      | 780    | 5884  |
| 4       | B     | Marcus Nilsson          | Suécia        | 39.00 | 40.28 | 45.31 | 45.31      | Recorde da temporada | 773    | 5536  |
| 5       | A     | Janek Õiglane           | Estónia       | 43.97 | 44.62 | x     | 44.62      | Recorde pessoal      | 759    | 5395  |
| 6       | B     | René Stauß              | Alemanha      | 42.52 | 43.18 | 44.33 | 44.33      | Recorde da temporada | 753    | 5410  |
| 7       | B     | Thomas van der Plaetsen | Bélgica       | 42.90 | 43.80 | 44.32 | 44.32      |                      | 753    | 5793  |
| 8       | B     | Romain Barras           | França        | 43.49 | 42.89 | 43.88 | 43.88      |                      | 744    | 5674  |
| 9       | A     | Ashley Bryant           | Grã-Bretanha  | 42.85 | 42.98 | 43.62 | 43.62      | Recorde da temporada | 738    | 5636  |
| 10      | A     | Mathias Brugger         | Alemanha      | 42.79 | x     | x     | 42.79      |                      | 721    | 5626  |
| 11      | A     | Oleksiy Kasyanov        | Ucrânia       | 38.79 | 42.46 | x     | 42.46      |                      | 715    | 5933  |
| 12      | B     | Florian Geffrouais      | França        | 42.20 | x     | x     | 42.20      |                      | 709    | 4470  |
| 13      | B     | Eelco Sintnicolaas      | Países Baixos | 41.69 | 41.04 | 41.94 | 41.94      | Recorde da temporada | 704    | 5325  |
| 14      | B     | Pieter Braun            | Países Baixos | 40.79 | 40.34 | 40.90 | 40.90      |                      | 683    | 5687  |
| 15      | B     | Niels Pittomvils        | Bélgica       | x     | x     | 40.42 | 40.42      |                      | 673    | 4658  |
| 16      | A     | Jonas Fringeli          | Suíça         | 39.71 | x     | 40.39 | 40.39      |                      | 672    | 5400  |
| 17      | A     | Fredrik Samuelsson      | Suécia        | 36.45 | 39.14 | 39.50 | 39.50      | Recorde da temporada | 654    | 5628  |
| 18      | A     | Marek Lukáš             | Chéquia       | 33.44 | 37.36 | 39.38 | 39.38      |                      | 652    | 5358  |
| 19      | A     | Kristjan Rosenberg      | Estónia       | 35.32 | x     | 32.12 | 35.32      |                      | 570    | 5419  |
| 20      | A     | Tim Nowak               | Alemanha      | x     | x     | 27.68 | 27.68      |                      | 419    | 4361  |
| 21      | A     | Jorge Ureña             | Espanha       | x     | x     | x     | NM         |                      | 0      | 5133  |

### Salto com vara
| Posição | Grupo | Atleta                  | Nacionalidade | 4.10 | 4.20 | 4.30 | 4.40 | 4.50 | 4.60 | 4.70 | 4.80 | 4.90 | 5.00 | 5.10 | 5.20 | 5.30 | 5.40 | 5.50 | Resultados | Pontos | Notas                | Total |
| ------- | ----- | ----------------------- | ------------- | ---- | ---- | ---- | ---- | ---- | ---- | ---- | ---- | ---- | ---- | ---- | ---- | ---- | ---- | ---- | ---------- | ------ | -------------------- | ----- |
| 1       | B     | Thomas van der Plaetsen | Bélgica       | –    | –    | –    | –    | –    | –    | –    | –    | –    | o    | –    | o    | xxo  | xo   | xxx  | 5.40       | 1035   |                      | 6828  |
| 2       | B     | Eelco Sintnicolaas      | Países Baixos | –    | –    | –    | –    | –    | –    | –    | –    | –    | xo   | –    | xo   | xo   | xxx  |      | 5.30       | 1004   | Recorde da temporada | 6329  |
| 3       | A     | Jorge Ureña             | Espanha       | –    | –    | –    | –    | –    | o    | –    | o    | –    | xxo  | xxx  |      |      |      |      | 5.00       | 910    | Recorde pessoal      | 6043  |
| 4       | B     | Adam Helcelet           | Chéquia       | –    | –    | –    | o    | xo   | o    | xo   | o    | o    | xxx  |      |      |      |      |      | 4.90       | 880    | Recorde da temporada | 6620  |
| 5       | B     | Florian Geffrouais      | França        | –    | –    | –    | –    | xxo  | –    | o    | xo   | xo   | xxx  |      |      |      |      |      | 4.90       | 880    |                      | 5350  |
| 6       | A     | Janek Õiglane           | Estónia       | –    | –    | –    | o    | o    | o    | o    | xo   | xxx  |      |      |      |      |      |      | 4.80       | 849    | =                    | 6244  |
| 7       | A     | Jonas Fringeli          | Suíça         | –    | –    | –    | –    | o    | xo   | o    | xo   | xxx  |      |      |      |      |      |      | 4.80       | 849    | =                    | 6249  |
| 7       | A     | Oleksiy Kasyanov        | Ucrânia       | –    | –    | –    | xo   | –    | o    | o    | xo   | xxx  |      |      |      |      |      |      | 4.80       | 849    | =                    | 6782  |
| 7       | B     | Romain Barras           | França        | –    | –    | –    | –    | xo   | –    | o    | xo   | xxx  |      |      |      |      |      |      | 4.80       | 849    | =                    | 6523  |
| 10      | A     | Kristjan Rosenberg      | Estónia       | –    | –    | –    | –    | o    | o    | o    | xxx  |      |      |      |      |      |      |      | 4.70       | 819    |                      | 6238  |
| 11      | A     | Fredrik Samuelsson      | Suécia        | –    | o    | –    | o    | xo   | o    | o    | xxx  |      |      |      |      |      |      |      | 4.70       | 819    | Recorde da temporada | 6447  |
| 12      | A     | Mathias Brugger         | Alemanha      | –    | –    | –    | –    | –    | –    | xo   | xxx  |      |      |      |      |      |      |      | 4.70       | 819    |                      | 6445  |
| 12      | B     | Mihail Dudaš            | Sérvia        | –    | –    | –    | –    | o    | o    | xo   | xxx  |      |      |      |      |      |      |      | 4.70       | 819    |                      | 6703  |
| 14      | B     | Pieter Braun            | Países Baixos | –    | –    | –    | –    | –    | o    | –    | xxx  |      |      |      |      |      |      |      | 4.60       | 790    |                      | 6477  |
| 15      | A     | Ashley Bryant           | Grã-Bretanha  | –    | o    | –    | o    | xxo  | o    | xxx  |      |      |      |      |      |      |      |      | 4.60       | 790    | Recorde da temporada | 6426  |
| 16      | A     | Tim Nowak               | Alemanha      | –    | –    | –    | –    | –    | xo   | xxx  |      |      |      |      |      |      |      |      | 4.60       | 790    |                      | 5151  |
| 17      | B     | Marcus Nilsson          | Suécia        | –    | –    | –    | o    | –    | xxo  | xxx  |      |      |      |      |      |      |      |      | 4.60       | 790    |                      | 6326  |
| 18      | A     | Martin Roe              | Noruega       | o    | o    | o    | o    | o    | xxx  |      |      |      |      |      |      |      |      |      | 4.50       | 760    |                      | 6416  |
| 19      | A     | Marek Lukáš             | Chéquia       | –    | –    | xo   | xxx  |      |      |      |      |      |      |      |      |      |      |      | 4.30       | 702    |                      | 6060  |
| 20      | B     | René Stauß              | Alemanha      | –    | –    | –    | xxx  |      |      |      |      |      |      |      |      |      |      |      | NM         | 0      |                      | 5410  |
| 21      | B     | Niels Pittomvils        | Bélgica       |      |      |      |      |      |      |      |      |      |      |      |      |      |      |      | DNS        | 0      |                      | DNF   |

### Lançamento de dardo
| Posição | Grupo | Atleta                  | Nacionalidade | #1    | #2    | #3    | Resultados | Notas                | Pontos | Total |
| ------- | ----- | ----------------------- | ------------- | ----- | ----- | ----- | ---------- | -------------------- | ------ | ----- |
| 1       | A     | Ashley Bryant           | Grã-Bretanha  | 68.23 | 69.19 | 70.37 | 70.37      | Recorde da temporada | 895    | 7321  |
| 2       | B     | Janek Õiglane           | Estónia       | 60.53 | 62.21 | 67.41 | 67.41      | Recorde da temporada | 850    | 7094  |
| 3       | B     | Adam Helcelet           | Chéquia       | 63.38 | 65.58 | 67.24 | 67.24      | Recorde pessoal      | 847    | 7467  |
| 4       | A     | Marek Lukáš             | Chéquia       | 65.36 | 66.81 | 64.18 | 66.81      |                      | 841    | 6901  |
| 5       | A     | Marcus Nilsson          | Suécia        | 62.58 | 64.01 | 63.16 | 64.01      | Recorde pessoal      | 798    | 7124  |
| 6       | A     | Kristjan Rosenberg      | Estónia       | 57.46 | 58.34 | 61.65 | 61.65      | Recorde pessoal      | 763    | 7001  |
| 7       | A     | Tim Nowak               | Alemanha      | 53.99 | 56.54 | 60.94 | 60.94      | Recorde pessoal      | 752    | 5903  |
| 8       | B     | Romain Barras           | França        | 54.68 | 59.63 | 58.46 | 59.63      | Recorde da temporada | 732    | 7255  |
| 9       | A     | Fredrik Samuelsson      | Suécia        | 58.44 | x     | x     | 58.44      | Recorde da temporada | 714    | 7161  |
| 10      | B     | Mihail Dudaš            | Sérvia        | 54.82 | 55.33 | 58.19 | 58.19      |                      | 711    | 7414  |
| 11      | A     | René Stauß              | Alemanha      | 57.66 | 56.20 | 53.20 | 57.66      | Recorde da temporada | 703    | 6113  |
| 12      | A     | Mathias Brugger         | Alemanha      | 50.90 | 51.87 | 57.35 | 57.35      | Recorde pessoal      | 698    | 7143  |
| 13      | B     | Eelco Sintnicolaas      | Países Baixos | 57.24 | r     |       | 57.24      |                      | 696    | 7025  |
| 14      | B     | Thomas van der Plaetsen | Bélgica       | 57.23 | 53.92 | x     | 57.23      |                      | 696    | 7524  |
| 15      | A     | Martin Roe              | Noruega       | 57.14 | 55.96 | x     | 57.14      |                      | 695    | 7111  |
| 16      | A     | Pieter Braun            | Países Baixos | 52.15 | 56.86 | 54.03 | 56.86      | Recorde da temporada | 691    | 7168  |
| 17      | B     | Florian Geffrouais      | França        | 52.43 | 51.05 | 50.60 | 52.43      |                      | 625    | 5975  |
| 18      | B     | Jorge Ureña             | Espanha       | 49.44 | 52.26 | x     | 52.26      |                      | 622    | 6665  |
| 19      | B     | Jonas Fringeli          | Suíça         | 50.61 | x     | x     | 50.61      |                      | 598    | 6847  |
| 20      | B     | Oleksiy Kasyanov        | Ucrânia       | x     | 48.23 | x     | 48.23      |                      | 562    | 7344  |

### 1500 metros
| Posição | Atleta                  | Nacionalidade | Tempo   | Notas                | Pontos | Total |
| ------- | ----------------------- | ------------- | ------- | -------------------- | ------ | ----- |
| 1       | Marcus Nilsson          | Suécia        | 4:19.12 | Recorde da temporada | 818    | 7942  |
| 2       | Pieter Braun            | Países Baixos | 4:25.12 | Recorde pessoal      | 777    | 7945  |
| 3       | Jonas Fringeli          | Suíça         | 4:28.46 |                      | 755    | 7602  |
| 4       | Florian Geffrouais      | França        | 4:29.50 |                      | 748    | 6723  |
| 5       | Romain Barras           | França        | 4:29.59 | Recorde da temporada | 747    | 8002  |
| 6       | Mathias Brugger         | Alemanha      | 4:30.24 |                      | 743    | 7886  |
| 7       | Tim Nowak               | Alemanha      | 4:30.32 |                      | 743    | 6646  |
| 8       | Mihail Dudaš            | Sérvia        | 4:30.90 | Recorde da temporada | 739    | 8153  |
| 9       | Kristjan Rosenberg      | Estónia       | 4:31.12 | Recorde pessoal      | 737    | 7738  |
| 10      | Oleksiy Kasyanov        | Ucrânia       | 4:32.56 |                      | 728    | 8072  |
| 11      | Marek Lukáš             | Chéquia       | 4:33.10 | Recorde da temporada | 724    | 7625  |
| 12      | Ashley Bryant           | Grã-Bretanha  | 4:33.88 |                      | 719    | 8040  |
| 13      | Fredrik Samuelsson      | Suécia        | 4:34.78 | Recorde da temporada | 714    | 7875  |
| 14      | Thomas van der Plaetsen | Bélgica       | 4:37.84 |                      | 694    | 8218  |
| 15      | Adam Helcelet           | Chéquia       | 4:38.39 | Recorde da temporada | 690    | 8157  |
| 16      | Martin Roe              | Noruega       | 4:39.44 |                      | 684    | 7795  |
| 17      | Janek Õiglane           | Estónia       | 4:42.01 |                      | 668    | 7762  |
| 18      | René Stauß              | Alemanha      | 4:49.09 |                      | 624    | 6737  |
| 19      | Eelco Sintnicolaas      | Países Baixos | DNF     |                      | 0      | 7025  |
| 20      | Jorge Ureña             | Espanha       | DNS     |                      | 0      | DNF   |

## Classificação final
| Posição           | Atleta                  | Nacionalidade | Pontos | Notas                |
| ----------------- | ----------------------- | ------------- | ------ | -------------------- |
| Medalha de ouro   | Thomas van der Plaetsen | Bélgica       | 8218   |                      |
| Medalha de prata  | Adam Helcelet           | Chéquia       | 8157   | Recorde da temporada |
| Medalha de bronze | Mihail Dudaš            | Sérvia        | 8153   |                      |
| 4                 | Oleksiy Kasyanov        | Ucrânia       | 8072   |                      |
| 5                 | Ashley Bryant           | Grã-Bretanha  | 8040   |                      |
| 6                 | Romain Barras           | França        | 8002   |                      |
| 7                 | Pieter Braun            | Países Baixos | 7945   |                      |
| 8                 | Marcus Nilsson          | Suécia        | 7942   | Recorde da temporada |
| 9                 | Mathias Brugger         | Alemanha      | 7886   |                      |
| 10                | Fredrik Samuelsson      | Suécia        | 7875   | Recorde da temporada |
| 11                | Martin Roe              | Noruega       | 7795   |                      |
| 12                | Janek Õiglane           | Estónia       | 7762   | Recorde da temporada |
| 13                | Kristjan Rosenberg      | Estónia       | 7738   |                      |
| 14                | Marek Lukáš             | Chéquia       | 7625   |                      |
| 15                | Jonas Fringeli          | Suíça         | 7602   |                      |
| 16                | Eelco Sintnicolaas      | Países Baixos | 7025   |                      |
| 17                | René Stauß              | Alemanha      | 6737   |                      |
| 18                | Florian Geffrouais      | França        | 6723   |                      |
| 19                | Tim Nowak               | Alemanha      | 6646   |                      |
| 20                | Jorge Ureña             | Espanha       | DNF    |                      |
| 21                | Niels Pittomvils        | Bélgica       | DNF    |                      |
| 22                | Lars Vikan Rise         | Noruega       | DNF    |                      |
| 23                | Hans van Alphen         | Bélgica       | DNF    |                      |
| 24                | Dominik Distelberger    | Áustria       | DNF    |                      |
| 25                | Darko Pešić             | Montenegro    | DNF    |                      |
| 26                | Paweł Wiesiołek         | Polónia       | DNF    |                      |
| 27                | Jiří Sýkora             | Chéquia       | DNF    |                      |
| 28                | Mikk Pahapill           | Estónia       | DNS    |                      |

Legenda
| Recorde mundial       | Recorde mundial (World record)               |                       | Recorde africano                      | Recorde africano (African) |                                           | Q | Classificado por posição (Qualified) |
| Recorde do campeonato | Recorde do campeonato (Championship record)  | Recorde da América    | Recorde da América (Americas)         | q                          | Classificado por melhor tempo (Qualified) |   |                                      |
| Melhor marca do ano   | Melhor marca do ano (World leading)          | Recorde asiático      | Recorde asiático (Asian)              | DNS                        | Não largou (Did not start)                |   |                                      |
| Recorde nacional      | Recorde nacional (National record)           | Recorde europeu       | Recorde europeu (European)            | DNF                        | Não terminou (Did not finish)             |   |                                      |
| Recorde pessoal       | Recorde pessoal do atleta (Personal best)    | Recorde da Oceania    | Recorde da Oceania (Oceania)          | DSQ / DQ                   | Desclassificado (Disqualified)            |   |                                      |
| Recorde da temporada  | Recorde da temporada do atleta (Season best) | Recorde sul-americano | Recorde sul-americano (South America) | NM                         | Sem marca (No mark)                       |   |                                      |